# Bryum rapaense
Bryum rapaense är en bladmossart som beskrevs av Edwin Bunting Bartram 1940. Bryum rapaense ingår i släktet bryummossor, och familjen Bryaceae. Inga underarter finns listade i Catalogue of Life.